# Emili Casademont i Comas
Emili Casademont i Comas (Girona, 15 de febrer de 1936 - Figueres, 27 de novembre de 2012) fou un periodista i escriptor català.
Visqué a cavall entre Catalunya, el Marroc, Algèria i el Principat d'Andorra, països on treballà per a molts mitjans de comunicació, com les agències Reuters, Europa Press, Cifra i Efe, entre d'altres. Publicà informacions, cròniques i reportatges, especialment sobre Salvador Dalí o sobre els famosos que visitaven la Costa Brava tingueren ressò internacional perquè es van publicar al diari Ya de Madrid, a la revista francesa Depêche du Midi i d'altres. A Àfrica va treballar als Diario de África i Africa Deportiva a Tetuan. A Ràdio Popular de Figueres, l'1 de novembre del 1965 va fer la primera emissió diària en català després la guerra civil. Fou guardonat amb el premi Mosca de Galena 1999, pel Col·legi de Periodistes de Catalunya, per haver estat el pioner de la ràdio en català de postguerra. Els últims anys residí de forma fixa a Figueres, on escrigué articles d'opinió per a diversos mitjans locals, com el Diari de Girona, del qual era el col·laborador més antic juntament amb el seu antecessor Los Sitios.
El 2014, la família va cedir el fons documental a l'Arxiu Municipal de Girona.
Obres destacades
- L'hora de Catalunya: Petit recull d'una emissió radiofónica[6]
- L'Home d'«Els cent Homes»: aproximació a la vida i obra de Josep Fontbernat (1996)[7]